# Louis Gallouédec
Louis Gallouédec, né le 17 février 1864 à Morlaix et mort le 23 janvier 1937 à Saint-Jean-de-Braye (Loiret), est un géographe français qui fut inspecteur général de l'Instruction publique.

## Biographie
Il fait ses débuts à l'école primaire de Vitré, puis continue ses études au lycée de Laval. Il effectue deux années de préparation au collège Rollin, et entre à l'École normale supérieure. Il est agrégé d'histoire et de géographie en 1888, et nommé au lycée d'Orléans où il exerce jusqu'en 1901. En octobre 1901, il est nommé à Paris, successivement aux lycée Charlemagne, lycée Condorcet, lycée Louis-le-Grand. En décembre 1907, il devient inspecteur général de l'Instruction publique, fonction qu'il exerce jusqu'en 1934.
Il est conseiller général du canton d'Orléans-Nord-Est de 1907 à 1937, maire de Saint-Jean-de-Braye de 1912 à 1937, et président du Conseil général du Loiret de 1933 à 1936.
Très attaché à sa région d'origine, il fonde en 1927 l'Union bretonne du Loiret dans le but de rapprocher les personnes d'origine bretonne habitant les environs d'Orléans.
Sa notoriété actuelle tient essentiellement à son atlas et à ses nombreux manuels scolaires de géographie, « Schrader et Gallouédec » (voir ci-dessous).

## Distinctions
- Commandeur de la Légion d'honneur (20 octobre 1934)[1]
- Officier de l'Instruction publique

## Publications

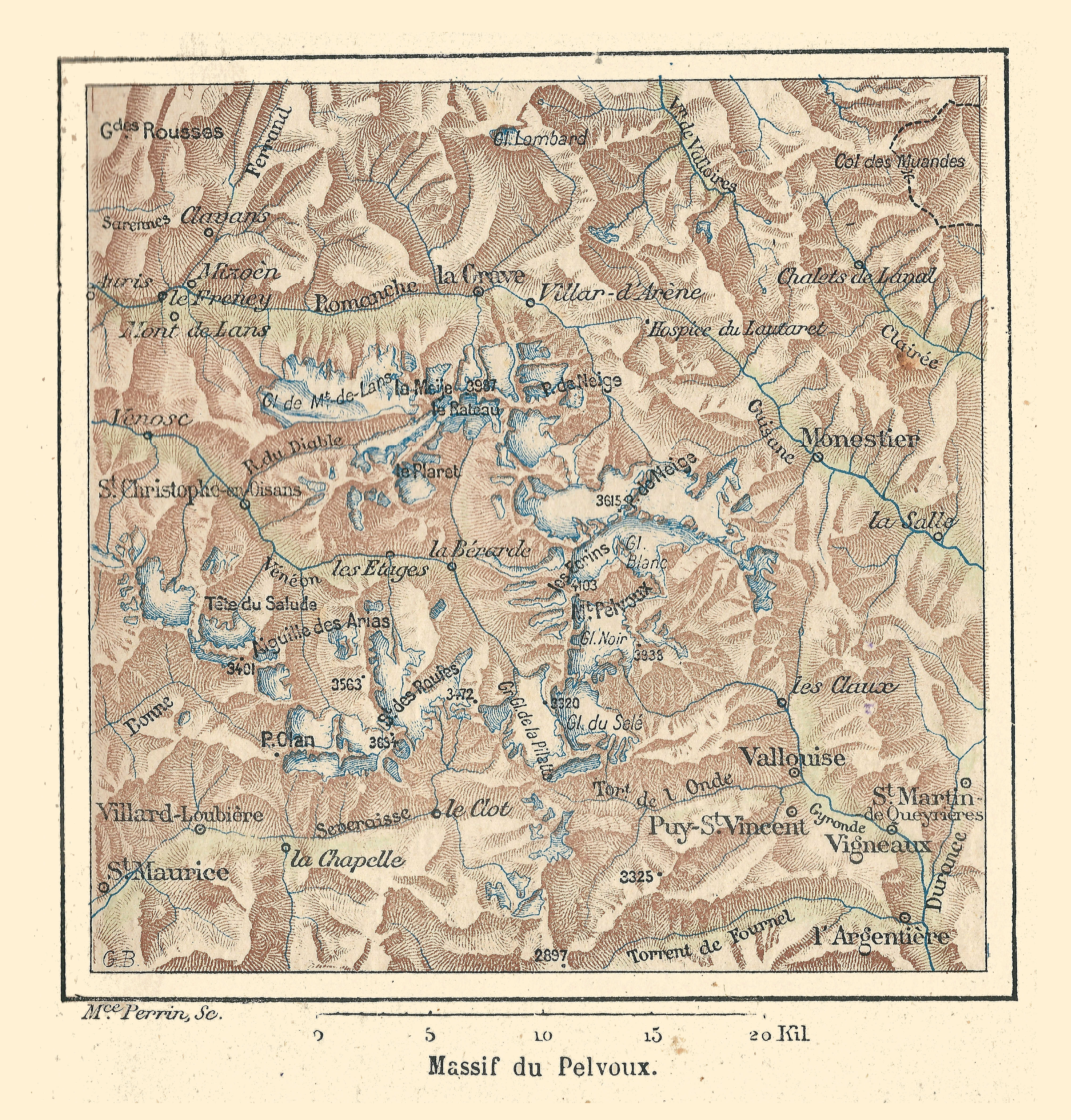
Massif du Pelvoux, dans Franz Schrader & Louis Gallouédec, Géographie élémentaire de la France et de ses colonies rédigée conformément aux programmes des classes de 5e classique et 6e moderne, 2e édition, 1894.

- Études sur la Basse Bretagne, in Annales de géographie, tome II, no 6, 1893, p. 173-188
- Atlas classique de géographie ancienne et moderne, Hachette, 1905 (réédité), en collaboration avec Franz Schrader
- Une centaine de manuels scolaires de géographie rédigés de 1892 à 1936, en collaboration avec Franz Schrader, puis avec Fernand Maurette, (collections Hachette)
- La Bretagne, Hachette, coll. « Histoire et géographie régionales de la France », 1917
- Le Maine, Hachette, coll. « Histoire et géographie régionales de la France », 1925